# Napoli Centrale (gruppo musicale)
I Napoli Centrale sono uno dei più rilevanti complessi del panorama della musica jazz-rock italiana degli anni settanta. Il leader della band è il noto sassofonista napoletano James Senese che fondò il gruppo con Franco Del Prete, insieme anche negli Showmen.

## Storia
Il complesso viene fondato nel 1975 grazie a James Senese, eclettico sassofonista, e al batterista Franco Del Prete provenienti dalla precedente esperienza musicale negli Showmen.
Gli altri componenti della formazione sono Mark Harris (piano) e Tony Walmsley (basso e chitarra) che dopo il primo LP abbandona il gruppo per unirsi a un'altra formazione, il Rovescio della Medaglia. 
In seguito si aggiungono per un breve periodo Pippo Matino al basso elettrico e Peppe Sannino alle percussioni. Nella band, prima di dedicarsi alla carriera solista, per qualche periodo ha militato anche Pino Daniele al basso.
Il nome, che gli viene suggerito da Raffaele Cascone (uno dei presentatori della storica trasmissione radiofonica Per voi giovani), è la denominazione della stazione ferroviaria del capoluogo campano a indicare il viavai di gente, corpi e volti diversi in un incontro popolare-culturale che è poi la base da cui parte la musica di Senese, anch'egli "figlio della guerra".
I modelli da cui trarre spunto sono John Coltrane, il Miles Davis del periodo elettrico, ma anche i Weather Report tra cui, soprattutto, Wayne Shorter e Joe Zawinul, a creare un mix di Jazz-Rock-Prog unico nel panorama della musica italiana degli anni settanta. «James, sei felice?» «No; rifatemi questa domanda il giorno in cui Miles Davis sarà in testa alla hit parade» questo dichiarava James a un giornalista dopo uno dei suoi numerosi concerti con i Napoli Centrale.
Proprio nel 1975 esce il primo album omonimo del complesso, che presenta la storica canzone Campagna, assieme a Pensione Floridiana, e Vecchie, Mugliere, Muorte e Criaturi dove i temi sono quelli dell'emigrazione, della povertà, dello sfruttamento e dell'inesorabile passaggio dalla società agricola a quella industriale.
L'anno dopo è la volta dell'album Mattanza grazie al cui successo la band partecipa al Montreux Jazz Festival.
Qui spiccano brani come Sangue Misto e Simme Iute E Simme Venute.
Il tecnico del suono per quest'album è Bobby Solo e il lavoro probabilmente rappresenta quello meglio registrato dal complesso napoletano.
Nel 1977 è la volta del più sperimentale Qualcosa ca nu' mmore, per la cui produzione vengono ingaggiati Pino Daniele al basso, allora ancora sconosciuto, e Ciro Ciscognetti alle tastiere. 
Brani come O Nemico Mio, A musica mia che r'è o Nun Song Na Vacca dai temi stavolta meno espliciti chiudono il periodo d'oro dalla band partenopea.
Segue un lungo periodo di inattività, periodo nel quale James Senese intraprende una carriera da solista, fino all'uscita degli album Jesceallah e Zitte! Sta venenn' 'o mammone, usciti rispettivamente nel 1992 e nel 2001.
Tra il 2015 e il 2016 con i Napoli Centrale fa oltre 180 concerti in tutta Italia con qualche puntata all'estero. Sempre nel 2016 esce il nuovo album dei Napoli Centrale 'O Sanghe (Ala Bianca/Warner) che vede nuovamente Franco Del Prete collaborare ai testi. L'album vince la targa Tenco come miglior album in dialetto.
La formazione attuale dei Napoli Centrale vede James Senese alla voce e sax, Rino Calabritto al basso, Alessio Busanca alle tastiere e Fredy Malfi alla batteria.

## Formazione
Negli anni il gruppo ha subito molte trasformazioni, della band delle origini è rimasto soltanto James Senese.
L'attuale formazione del gruppo (chiamata JNC ovvero James' Napoli Centrale) è la seguente:
- James Senese - sax, flauto, voce (1974-1979, 1982-1983, 1992-oggi), basso (1977-1978)
- Alessio Busanca - tastiere (giugno 2022 - oggi)
- Rino Calabritto - basso (1978-1979, 1982-1983, 1994-2001, 2019-oggi)
- Fredy Malfi - batteria (2003-2016, 2019-oggi)

Membri passati
Tastiere:
- Mark Harris (1974-1975)
- Pippo Guarnera (1975-1978)
- Ciro Ciscognetti (1978)
- Fabrizio D'Angelo Lancellotti (1978-1979)
- Renato Costarella (1982-1983)
- Guglielmo Guglielmi (1985-1989)
- Savio Riccardi (1990-1991-1992)
- Joe Amoruso (1992-1993)
- Michael Forman (1994-1995)
- Ernesto Vitolo (1993-1994, 1995-2003, 2009 - Luglio 2019)
- Marco De Domenico (Settembre 2003 - Aprile 2009, Settembre 2019 - Settembre 2020) nei JNC
- Lorenzo Campese (Ottobre 2020 - Maggio 2022) nei JNC

Basso:
- Tony Walmsley (1974-1975)
- Kelvin Bullen (1975-1977)
- Pino Daniele (1978)
- Alfredo Paixao (1994-1995)
- Gigi De Rienzo (1991-1992, 1995-2001, 2010-2019)

Batteria:
- Franco Del Prete (1974-1979, 1982, 2001-2002)
- Walter Martino (1982-1983)
- Agostino Marangolo (1992-2000, 2003, 2016-2019)
- Fredy Malfi (2003-2017, 2020-presente)

## Discografia

### Album
- 1975 – Napoli Centrale (Dischi Ricordi, SMRL 6159)
- 1976 – Mattanza (Dischi Ricordi, SMRL 6187)
- 1977 – Qualcosa ca nu' mmore (Dischi Ricordi, SMRL 6224)
- 1984 – Il passo del gigante (Tobacco Records, TBLP 6501)[2]
- 1992 – Jesceallah (Blue Angel, BAR 40592)[3]
- 1994 – 'Ngazzate nire (Blue Angel, FDM 70494)[3]
- 2001 – Zitte! Sta venenne 'o mammone (PDG, 503051 2)[3]
- 2004 - Epitaffio (Dr. Prog – 7105 DRPR), come Showmen 2
- 2007 – Pajsà (Fox & His Friends, 8016670367147)[4]
- 2009 - Cammenanne 1975/1978 La raccolta (RCA – 88697420062)
- 2016 – 'O sanghe (River Nile Records, RNR 128554132-2), come JNC
- 2018 – Aspettanno ‘o tiempo (River Nile Records, RNR 128554197-1)[4]
- 2021 – James is back (River Nile Records – RNR128554328-1)[5]

### Singoli
- 1975: Campagna/Vico Primo Parise N. 8 (Dischi Ricordi, SRL 10756)
- 1976: Simme iute e simme venute/Chi fa l'arte e chi s'accatta (Dischi Ricordi, SRL 10806)
- 2001: Il popolo dei cartoni (PDG – 0100581000), con Zulù 99 Posse